# جيم كينغستون
جيم كينغستون (8 يوليو 1857 - 14 مارس 1929) (بالإنجليزية: Jim Kingston)‏ هو لاعب كريكت بريطاني (وحمل سابقاً جنسية المملكة المتحدة لبريطانيا العظمى وأيرلندا).

## وصلات خارجية
- جيم كينغستون على موقع إي آس بي آن كريك إنفو (الإنجليزية)